# The House of Frankenstein
The House of Frankenstein (Casa lui Frankenstein) este un film de groază din 1944 cu Boris Karloff și Lon Chaney Jr., regizat de Erle C. Kenton, scris de Curt Siodmak și produs de Universal Studios ca un sequel al Frankenstein Meets the Wolf Man și Son of Dracula (ambele din 1943). Distribuția include un om de știință nebun (Karloff), omul-lup (Chaney), Contele Dracula (John Carradine), un cocoșat (J. Carrol Naish), monstrul lui Frankenstein (Glenn Strange). „Avalanșa” de monștri va continua în filmul următor, House of Dracula (1945), precum și în filmul de comedie din 1948 Abbott and Costello Meet Frankenstein.

## Distribuție

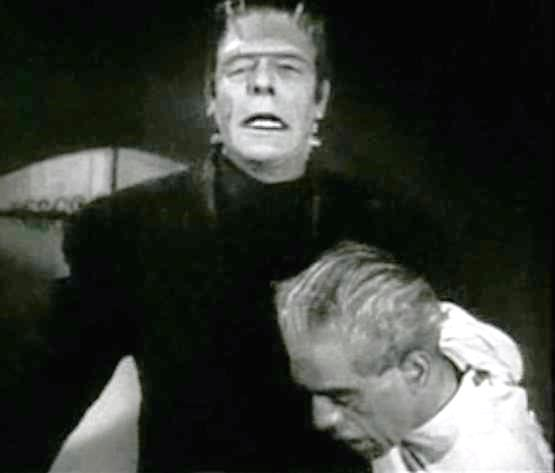
Strange și Karloff în The House of Frankenstein

- Boris Karloff - Dr. Gustav Niemann
- J. Carrol Naish - Daniel
- Lon Chaney Jr. - Lawrence "Larry" Talbot / The Wolf Man
- John Carradine - Count Dracula
- Glenn Strange - Frankenstein's Monster
- Elena Verdugo - Ilonka
- Anne Gwynne - Rita Hussman
- Peter Coe -  Karl Hussman
- Lionel Atwill -  Inspector Arnz
- Sig Ruman - Bürgermeister Hussman /primar
- George Zucco - Bruno Lampini
- William Edmunds - Fejos
- Charles F. Miller - Tobermann
- Philip Van Zandt - Müller
- Julius Tannen - Hertz
- Hans Herbert - Meier
- Dick Dickinson - Born
- Michael Mark - Strauss

## Legături externe
- The House of Frankenstein în Catalogul Institutului American de Film
- The House of Frankenstein la Internet Movie Database
- The House of Frankenstein la TCM Movie Database
- The House of Frankenstein la Allmovie